# L.H.O.N.
L.H.O.N. (La humanidad o nosotros) es el octavo álbum de estudio del dúo argentino Illya Kuryaki and the Valderramas. Fue grabado en 2015 en los estudios La Diosa Salvaje y Avesexua y lanzado el 8 de abril de 2016. Dante Spinetta y Emmanuel Horvilleur, los miembros del dúo, estuvieron plenamente a cargo de su producción, a diferencia del anterior álbum de estudio de la dupla, el cual también fue producido por Rafael Arcaute, tecladista de la banda. En cuanto a su sonido, el disco incluye temas claramente enmarcados en el género funk con sus distintas vertientes e influencias (Minneapolis sound, disco, salsa, afrobeat) y otros más emparentados con la balada fusionada con el R&B, el pop, la electrónica o el soul. 
Según Spinetta, «es un disco que habla de la fe, de la superación, de enfrentarse a toda esa oscuridad de golpe, y a las estrellas fugaces que te pasan por la vida y uno cree que lo encandilaron y luego pasan, al desamor, a la vida y la muerte». Estos conceptos, reflejados en las letras de las canciones, llevaron también a los artistas a la decisión de registrarlo «con instrumentos nobles, grabando en cinta y un sonido profundo. [...] con tomas ensayadas pero sin mucho toqueteo y edición».
Contó con la colaboración de la cantante mexicana Natalia Lafourcade en «Ey Dios» y del cantante estadounidense Miguel en «Estrella fugaz». Asimismo, las cuerdas fueron arregladas por Claudio Cardone (colaborador de la banda en trabajos de su anterior etapa y de Luis Alberto Spinetta) y ejecutadas por la Orquesta Filarmónica de Praga y los vientos fueron arreglados por Michael B. Nelson y ejecutados por Hornheads (sección de vientos que acompañó por muchos años a Prince y con quienes IKV ha trabajado desde el álbum Leche).

## Antecedentes
A principios de 2015, el dúo confirmó que grabarían un nuevo disco a lo largo del año cuyo nombre sería confirmado por las redes sociales a comienzos de marzo de 2016.
Dante y Emmanuel anunciaron, en principio, que el primer adelanto del álbum, «Gallo negro», se estrenaría el 28 de febrero de 2016. Sin embargo, el lyric video del tema fue adelantado para el 12 de febrero. A los cinco días de su estreno, «Gallo negro» superó el millón de visitas. El 4 de marzo se lanzó el segundo adelanto y primer sencillo del disco «Sigue», grabado junto a la filarmónica de Praga. El 18 de marzo, el dúo se presentó en el festival Lollapalooza, donde interpretaron cuatro temas de L.H.O.N.
El 1 de abril se estrenó el videoclip de «Gallo negro», dirigido por Hernán Corera y Wacho y el 8 de abril fue lanzado el álbum.

## Lista de canciones
Todas las canciones escritas y compuestas por Dante Spinetta y Emmanuel Horvilleur, excepto donde se aclare. 
| L.H.O.N. |                                    |          |  |
| N.º      | Título                             | Duración |  |
| 1.       | «Aleluya»                          | 4:29     |  |
| 2.       | «Gallo negro»                      | 3:53     |  |
| 3.       | «Hombre libre»                     | 3:42     |  |
| 4.       | «Sigue»                            | 4:04     |  |
| 5.       | «Ey Dios» (con Natalia Lafourcade) | 4:13     |  |
| 6.       | «Los ángeles»                      | 4:10     |  |
| 7.       | «Estrella fugaz» (con Miguel)      | 3:44     |  |
| 8.       | «Ritmo mezcal»                     | 3:57     |  |
| 9.       | «África»                           | 3:30     |  |
| 10.      | «Espantapájaros»                   | 4:34     |  |
| 11.      | «Diciembre» (Horvilleur)           | 5:33     |  |
| 12.      | «El árbol bajo el agua» (Spinetta) | 2:35     |  |
| 13.      | «Mi futuro»                        | 3:41     |  |